# 1982–1983-as bajnokcsapatok Európa-kupája
A bajnokcsapatok Európa-kupája 28. szezonja. A Bayern München után a Hamburg volt a második német (NSZK-s) csapat, amely elhódította a trófeát.

## Eredmények

### Selejtező
| 1. csapat        | Össz. | 2. csapat | 1. mérk. | 2. mérk. |
| ---------------- | ----- | --------- | -------- | -------- |
| Dinamo Bucureşti | 4–3   | Vålerenga | 3–1      | 1–2      |

### 1. forduló
| 1. csapat         | Össz. | 2. csapat     | 1. mérk. | 2. mérk. |
| ----------------- | ----- | ------------- | -------- | -------- |
| AS Monaco         | 0–2   | CSZKA Szófia  | 0–0      | 0–2      |
| Dinamo Zagreb     | 1–3   | Sporting CP   | 1–0      | 0–3      |
| Víkingur          | 2–4   | Real Sociedad | 0–1      | 2–3      |
| Celtic FC         | 4–3   | Ajax          | 2–2      | 2–1      |
| Grasshopper-Club  | 0–4   | Dinamo Kijev  | 0–1      | 0–3      |
| 17 Nëntori Tirana | 2–21  | Linfield      | 1–0      | 1–2      |
| Dynamo Berlin     | 1–3   | Hamburg       | 1–1      | 0–2      |
| Olimbiakósz       | 2–1   | Öster         | 2–0      | 0–1      |
| Dinamo Bucureşti  | 3–2   | Dukla Praha   | 2–0      | 1–2      |
| Aston Villa       | 3–1   | Beşiktaş JK   | 3–1      | 0–0      |
| Standard Liège    | 5–3   | Rába ETO      | 5–0      | 0–3      |
| Hvidovre          | 4–7   | Juventus      | 1–4      | 3–3      |
| Avenir Beggen     | 0–13  | Rapid Wien    | 0–5      | 0–8      |
| Hibernians        | 2–7   | Widzew Łódź   | 1–4      | 1–3      |
| Omonia            | 2–3   | HJK           | 2–0      | 0–3      |
| Dundalk           | 1–5   | Liverpool     | 1–4      | 0–1      |

1 A 17 Nëntori Tirana csapata jutott tovább, idegenben lőtt több góllal.

### 2. forduló (Nyolcaddöntő)
| 1. csapat         | Össz. | 2. csapat     | 1. mérk. | 2. mérk. |
| ----------------- | ----- | ------------- | -------- | -------- |
| CSZKA Szófia      | 2–21  | Sporting CP   | 2–2      | 0–0      |
| Real Sociedad     | 3–2   | Celtic FC     | 2–0      | 1–2      |
| Hamburg           | 5–0   | Olimbiakósz   | 1–0      | 4–0      |
| Dinamo Bucureşti  | 2–6   | Aston Villa   | 0–2      | 2–4      |
| Standard Liège    | 1–3   | Juventus      | 1–1      | 0–2      |
| Rapid Wien        | 5–6   | Widzew Łódź   | 2–1      | 3–5      |
| HJK               | 1–5   | Liverpool     | 1–0      | 0–5      |
| 17 Nëntori Tirana | – 2   | Dinamo Kijev2 | –        | –        |

1 A Sporting CP csapata jutott tovább, idegenben lőtt góllal.

2 A Dinamo Kijev csapata jutott tovább, a 17 Nëntori Tirana visszalépése miatt.

### Negyeddöntő
| 1. csapat    | Össz. | 2. csapat     | 1. mérk. | 2. mérk. |
| ------------ | ----- | ------------- | -------- | -------- |
| Sporting CP  | 1–2   | Real Sociedad | 1–0      | 0–2      |
| Dinamo Kijev | 2–4   | Hamburg       | 0–3      | 2–1      |
| Aston Villa  | 2–5   | Juventus      | 1–2      | 1–3      |
| Widzew Łódź  | 4–3   | Liverpool     | 2–0      | 2–3      |

### Elődöntő
| 1. csapat     | Össz. | 2. csapat   | 1. mérk. | 2. mérk. |
| ------------- | ----- | ----------- | -------- | -------- |
| Real Sociedad | 2–3   | Hamburg     | 1–1      | 1–2      |
| Juventus      | 4–2   | Widzew Łódź | 2–0      | 2–2      |

### Döntő
| 1983. május 25. |

| Hamburg   | 1–0   | Juventus |
| --------- | ----- | -------- |
| Magath 8' | (1–0) |          |

| Olimpiai Stadion, Athén Nézőszám: 75 000 Játékvezető: Nicolae Rainea (román) |

| Az 1982–83-as bajnokcsapatok Európa-kupájának győztese |
| Hamburg 1. cím                                         |
| ← 1981–82 Aston Villa                                  |
| Liverpool 1983–84 →                                    |